# Marc Iselin
 (mai 2014).
Si vous disposez d'ouvrages ou d'articles de référence ou si vous connaissez des sites web de qualité traitant du thème abordé ici, merci de compléter l'article en donnant les références utiles à sa vérifiabilité et en les liant à la section « Notes et références ».
Marc Iselin, né le 15 février 1898 et mort le 20 novembre 1987, est un chirurgien français, un des pionniers de la chirurgie de la main, membre de l'Académie de chirurgie.
Marc Iselin a influencé l'évolution de la chirurgie de la main, par sa pratique mais aussi sa participation à de nombreuses conférences internationales.

## Biographie
Marc Iselin est le fils d'Armand Iselin, chirurgien urologue à Paris, et de Thérèse Engel, fille d'un relieur alsacien. Il grandit à Paris et est élève de l'École alsacienne. À l'âge de 18 ans, durant la Première Guerre mondiale, il est mobilisé et se porte volontaire pour les chasseurs alpins. Il est blessé et reçoit plusieurs distinctions dont la Médaille militaire.
Il commence ses études de médecine en 1919 à Paris, et est interne des hôpitaux de Paris de 1923 à 1926. Il a comme professeur Pierre Delbet, Paul Lecène, Paul Moure, Antonin Gosset et Charles Lenormant.
Dès 1925, avec Paul Moure, il s'intéresse à la chirurgie de la main et il publie un livre sur ces pratiques en 1928. En 1927, il obtient une bourse de la Fondation Rockefeller pour aller étudier à Baltimore aux États-Unis au Johns Hopkins Hospital and Hunter Laboratorium. C'est durant cette période qu'il rencontre sa femme.
En 1941, il est nommé à l'hôpital de Nanterre. Il a fait une contribution importante à la chirurgie moderne du poumon, mais dut laisser ce champ au début des années cinquante pour se consacrer uniquement à la main.[réf. nécessaire] Il a développé à Nanterre un centre consacré à la pratique, la recherche et l'enseignement de la chirurgie de la main. Il devint aussi chirurgien consultant à l'Hôpital américain de Paris. Il a mis au point les « attelles d'Iselin » qui permettent une immobilisation temporaire des doigts.
Deux fois par an, jusqu'à sa retraite en 1964, il organisait des sessions de cours d'une semaine à l'attention de chirurgiens de toute l'Europe et d’Amérique du Sud, les « journées de Nanterre ». Il continua ensuite son enseignement international avec des cours en Italie et en Amérique du Sud.
Dès sa création en 1963, il a soutenu le Groupe d’étude la main (GEM), devenu la Société française de chirurgie de la main; il en a été le 3e président en 1966-1967.
Son fils, François Iselin, dirigeait le Centre de la chirurgie de la main Paris-Ouest, à Courbevoie.
Au début des années 1950, il fut invité en URSS, par les autorités soviétiques pour opérer un patient. Il opéra une main et fut comblé de cadeaux sans avoir jamais su qui était le patient.[réf. nécessaire]

## Publication
- Marc Iselin, Chirurgie de la main. Livre du praticien. Plaies, infections et traumatismes fermés de la main, Paris, Masson, 1928 ; rééd. 1938 (320 p.), 1946 (359 p.).